# Кан-Балам I
Кан-Балам I (20 вересня 524 — 3 лютого 583) — ахав Баакульського царства у 524—583 роках. Ім'я перекладається як «Змій-Ягуар».

## Життєпис
Походив з династії Токтан-Лакамхи. Син ахава К'ан-Хой-Читама I. Успадкував владу після смерті свого брата-ахава Акуль-Мо'-Наба II. Після його смерті у 572 році успадкував трон. Церемонія інтронізації відбулася в день 9.6.18.5.12, 10 Еб 0 Во' (8 квітня 572 року).
Кан-Балам I є останнім володарем, згаданим в написі на центральній панелі з «Храму Хреста». У день 9.7.0.0.0, 7 Ахав 3 Канкін (7 грудня 573 року) Кан-Б'алам I відсвяткував закінчення к'атуна і «пожертвував одяг» богам Паленкської Тріади, а у 578 році відсвяткував закінчення п'ятиріччя. Він помер в день 9.7.9.5.5, 11 Чікчан 3 К'аяб (3 лютого 583 року) у віці 58 років.
Кан-Б'алама I зображено на західній стінці саркофага К'ініч-Ханааб'-Пакаля I. Під його портретом присутній підпис, в якій цього ахава названо К'ініч-Кан-Б'аламом. Вважається, що Кан-Б'алам був першим представником династії, який впровадив до свого імені фразу ім'я Бога Сонця (К'ініч).